# Angel (Lionel Richie met Natalia)
Angel is een duet van Lionel Richie en Natalia. De digitale single werd op 5 september 2012 uitgebracht in België. De fysieke single was enkel te koop in de Free Record Shop vanaf 14 september 2012. Het nummer staat ook op het album Tuskegee van Lionel Richie, dat opnieuw werd uitgebracht op 28 september 2012.

## Hitnotering

### VlaamseUltratop 50
| Hitnotering: 29-09-2012 t/m 13-10-2012 | Hitnotering: 29-09-2012 t/m 13-10-2012 | Hitnotering: 29-09-2012 t/m 13-10-2012 | Hitnotering: 29-09-2012 t/m 13-10-2012 | Hitnotering: 29-09-2012 t/m 13-10-2012 |
| Week:                                  | 1                                      | 2                                      | 3                                      |                                        |
| -------------------------------------- | -------------------------------------- | -------------------------------------- | -------------------------------------- | -------------------------------------- |
| Nummer                                 | 40                                     | 32                                     | 49                                     | uit                                    |